# Joseph Barbara
Joseph Mario Barbara ( /baːrˈbɛːə/; nacido como Giuseppe Maria Barbara, pronunciación en italiano: /dʒuˈzɛppe maˈriːa barˈbaːra/; 9 de agosto de 1905 - 17 de junio de 1959), también conocido como "Joe the Barber", fue un mafioso ítalo-estadounidense quien llegó a ser jefe de la familia criminal Bufalino. Lideró esa organización entre 1949 hasta 1959, y fue el anfitrión de la fallida reunión de Apalachin en 1957. Falleció el 17 de junio de 1959.

## Primeros años
Barbara nació el 9 de agosto de 1905 en Castellammare del Golfo, Sicilia, hijo de Giuseppe Barbara y Angela Galante. Emigró a los Estados Unidos en 1921, a la edad de 16 y se convirtió en un ciudadano naturalizado en 1927. Pronto empezó a trabajar como sicario para la familia criminal del Noreste de Pensilvania. Durante los años 1930, Barbara fue arrestado por varios asesinatos, incluyendo el de 1933 contra el contrabandista de licor rival Sam Wichner. Wichner había ido a la casa de Barbara para una reunión de trabajo y supuestamente éste lo estranguló. Sin embargo, las fuerzas de la ley nunca obtuvieron suficiente evidencia para investigarlo. Aunque algunos creyeron erróneamente que él ascendió al tope de la familia Bufalino en 1940 a través del asesinato de John Sciandra, en realidad Barbara fue más bien un caporegime en la familia Maggadino y John Sciandra murió en 1949 de causas naturales.
Barbara se casó con Josephine Vivona el 24 de junio de 1933 en Endicott, Nueva York, y tuvieron dos hijos (Joseph Jr. y Peter) y dos hijas (Angeline, quien murió a los dos años, y Angela).

## Propiedad campestre
En 1944, Barbara compró una parcela de terreno de 23 hectáreas (56,8 acre) en el pueblo rural de Apalachin, Nueva York, y construyó una casa en el 625 McFall Road de un valor de 250,000 dólares. Barbara pronto se involucró en los círculos locales de negocios y la filantropía. Cuando solicitó un permiso para portar armas, el jefe de policía de Endicott, Nueva York, se prestó a ser referente. En 1946, Barbara fue apresado por comprar ilegalmente 300 000 libras de azúcar (para la manufactura de alcohol ilegal). Poco después, Barbara entró al negocio de la distribución de gaseosas, comprando una planta embotelladora de Canada Dry. Barbara eventualmente obtuvo el control del mercado de la gaseosa y la cerveza en Binghamton, Nueva York. En 1956, una conferencia entre docenas de mafiosos se llevó a cabo en la propiedad de Barbara; Barbara también sufrió un ataque cardiaco ese mismo año.

### La Reunión de Apalachin
En 1957, luego de tomar control de la familia criminal Luciano del jefe Frank Costello, el nuevo jefe Vito Genovese quiso legitimar su nuevo poder con una reunión nacional de la Cosa Nostra. Genovese eligió al jefe de Búfalo y miembro de la Comisión, Stefano "the Undertaker" Magaddino, quien a su vez eligió a su caporegime Joseph Barbara y el jefe del Noreste de Pensilvania Russell Bufalino para supervisar los preparativos.
El 14 de noviembre de 1957, la propiedad de Barbara en Apalachin fue utilizada nuevamente para alojar una gran reunión de más de 100 mafiosos de todos los Estados Unidos, Italia y Cuba. Cuba fue precisamente uno de los temas en discusión en Apalachin, particularmente lo relativo a las apuestas ilegales y el narcotráfico en la isla por parte de la Cosa Nostra. El tráfico internacional de narcóticos era también un tema importante en la agenda. La industria de la moda en Nueva York así como la usura a los dueños de los negocios y el control del centro de transprote eran otros tópicos importantes.
Un patrullero local de la policía estatal llamado Edgar D. Croswell había caído en cuenta que Carmine Galante había sido detenido por patrulleros estatales luego de una visita a la propiedad de Barbara el año anterior. Una revisión a Galante de parte de los policías encontró que estaba conduciendo sin licencia y que tenía un gran registro criminal en la ciudad de Nueva York. En el tiempo que precedió a la reunión de noviembre de 1957, el patrullero Croswell estaba vigilando ocasionalmente la casa de Barbara. Había tomado conocimiento de que Barbara estuvo reservando habitaciones en hoteles de la localidad así como que ordenó la entrega en su casa de una gran cantidad de carne por parte de un carnicero local. Esto hizo que Croswell sospechara y decidiera mantener vigilancia sobre la casa de Barbara. Cuando la policía estatal encontró numerosos automóviles de lujo estacionados ante la casa de Barbara, empezaron a anotar las matrículas de los autos y encontró que muchos de estos estaban registrados a nombre de conocidos criminales. Los refuerzos de la policía estatal llegaron a la escena y bloquearon la carretera.
Apenas iniciada la reunión, Bartolo Guccia, un nacido en Castellammare del Golfo y empleado de Barbara, vio uno de los bloqueos policiales al abandonar la propiedad de BArbara. Guccia luego dijo que estaba regresando a la casa de Barbara para verificar un pedido de pescado. Algunos asistentes intentaron alejarse en coche pero fueron detenidos en la barricada policial. Otros huyeron campo a traviesa y por los bosques arruinando sus caros trajes antes de ser capturados. Varios mafiosos escaparon por los bosques que rodeaban la propiedad.
Alrededor de 50 hombres escaparon pero más de 60 fueron aprehendidos, incluyendo a los miembros de la Comisión Genovese, Carlo Gambino, Joseph Profaci y Joseph Bonanno. Virtualmente todos ellos dijeron que estaban ahí porque escucharon que Barbara esta enfermo y habían decidido visitarlo para desearle una pronta recuperación.

#### Consecuencias de Apalachin
Barbara se vio investigado por las fuerzas de la ley y acusado por no testificar ante un gran jurado sobre que pasó en su casa el 14 de noviembre de 1957. In 1959, he was also charged with income tax evasion and submitting fraudulent corporation tax forms. El  27 de abril de 1959, Barbara se declaró inocente de los cargos tributarios ante la Corte Federal del Distrito en Syracuse, Nueva York. Los intereses de negocios de Barbara empezaron a decaer a medida que perdió su lucrativo contrato con Canada Dry. Su salud continuó deteriorándose, sufriendo un ataque cardiaco el 27 de mayo de 1959 y otro el 17 de junio de 1959 en el Wilson Memorial Hospital en Johnson City, Nueva York, que lo mató. Luego de su muerte, su propiedad de Apalachin fue vendida por 130,000 dólares, y, por un tiempo, fue usada para turismo. Barbara esta enterrado en el Calvary Cemetery en Johnson City.
La reunión de Apalachin puso en la atención de la prensa la hasta entonces secreta Cosa Nostra, iniciando audiencias tanto locales como federales. Como resultado, el director del FBI J. Edgar Hoover no pudo seguir negando la existencia de la Cosa Nostra en los Estados Unidos.